# Las Cuatas
Las Cuatas är en ort i Mexiko.   Den ligger i kommunen Ixmatlahuacan och delstaten Veracruz, i den sydöstra delen av landet, 400 km öster om huvudstaden Mexico City. Las Cuatas ligger 8 meter över havet och antalet invånare är 499.
Terrängen runt Las Cuatas är mycket platt. Runt Las Cuatas är det ganska tätbefolkat, med 56 invånare per kvadratkilometer. Närmaste större samhälle är Cosamaloapan de Carpio, 11,9 km öster om Las Cuatas. Trakten runt Las Cuatas består till största delen av jordbruksmark.